# حافظ مزی
یوسف بن عبد الرحمن بن یوسف مزی از علمای رجالی قرن هفت و هشتم هجری قمری است.
وی در سال ۶۵۴ هجری قمری در حلب به دنیا امد و در سال ۷۴۲ در دمشق فوت کرد.
مزی صاحب چند کتاب معروف بنام تهذیب الکمال و تحفه الاشراف است.